# Protothaumalea japonica
Protothaumalea japonica är en tvåvingeart som först beskrevs av Toyohi Okada 1938.  Protothaumalea japonica ingår i släktet Protothaumalea och familjen mätarmyggor. Inga underarter finns listade i Catalogue of Life.